# Gesta senatus Romani de Theodosiano publicando
Gesta senatus Romani de Theodosiano publicando est le nom donné à un manuscrit découvert, en 1820, par Walther Friedrich von Clossius, dans un codex, l'Ambrosianus C. 29 inf., de la bibliothèque Ambrosienne de Milan. Il contient le seul procès-verbal d'une séance du Sénat romain qui nous est parvenu : celle du 25 décembre 438, lors de laquelle le Sénat romain, réunit dans la domus d'Anicius Acilius Glabrio Faustus, prit connaissance et enregistra le code de Théodose.

## Découverte
Walther Friedrich von Clossius découvre les Gesta senatus en 1820, lors de son examen de l'Ambrosianus C. 29 inf.. Sa découverte s'accompagne de celle de deux autres manuscrits tout aussi remarquables : la novelle de Théodose II du 15 février 438, de Theodosiani codicis auctoritate, d'une part, et la constitutio de constitutionaris, d'autre part. Clossius publie ses découvertes en 1824.

## Contenu
Les participants à la séance sont Anicius Acilius Glabrio Faustus et les sénateurs ainsi que le préfet de Rome, Flavius Paulus, le vicaire de Rome, Iunius Pomponius Publianus, et les constitutionnaires, Anastasius et Martius.